# Aeroportul Grants Pass
Aeroportul Grants Pass (IATA: GTP, FAA LID: 3S8) este un aeroport din Oregon, Statele Unite ale Americii. Aeroportul a fost tranzitat în 2019 de 28 de pasageri.
Situat la o altitudine de 344 m, aeroportul dispune de 1 pistă.

## Infrastructură

### Piste
Aeroportul dispune de o singură pistă. Pista 13/31 are suprafața de asfalt și dimensiunile 4.001 picioare × 75 picioare. 